# Jerry and the Goldfish
«Джерри и золотая рыбка» (англ. Jerry and the Goldfish) — 56-й короткометражный мультфильм из легендарной серии «Том и Джерри». Режиссёры — Уильям Ханна и Джозеф Барбера, продюсер — Фред Куимби, аниматоры — Ирвин Спенс, Эд Бардж, Рэй Паттерсон, Кеннет Мьюс, задние фоны — Роберт Джентл, композитор — Скотт Брэдли. Продолжительность — 7:21.

## Сюжет
Джерри заводит нового друга — рыбку Голди, живущую в аквариуме. Тем временем, Том слушает по радио кулинарное шоу шефа Франсуа. Франсуа рассказывает рецепт весьма вкусного рыбного супа. Том незаметно хватает аквариум и несется вместе с ним к духовке. Он ставит аквариум с рыбой на огонь, и начинает варить суп, затем он пытается пожарить рыбку в муке, потом на огне камина, и затем в тостере, но Джерри каждый раз спасает Голди, а Том пытается её отнять и приготовить её на обед.
В конце концов Тому удаётся, закрыть Джерри в его норе и забрать рыбу. Мышонок выбирается из норы через электрические провода и видит, что Том вновь вернулся к идее приготовить рыбный суп. Немного обварив Голди, Том берет и кладет её возле себя, нарезая в кастрюлю овощи. Джерри заменяет морковь динамитом, Голди — на хвост Тома и убегает вместе с рыбкой. Том нарезав динамит и положив вместо Голди, свой хвост в кастрюлю, создаёт бомбу замедленного действия. Он в панике выбегает из дома и закрывает свой хвост дверью. «Бомба» взрывается, отправляя Тома, с частью входной двери в открытый космос. Джерри в ластах и акваланге, с Голди наблюдают за зрелищем из-за стекла аквариума.

## Факты
- Мультфильм использует композицию Скотта Брэдли «Love That Pup» из одноименной серии[1].
- Золотая рыбка Голди позднее также появляется в эпизоде Filet Meow.
- Гул, когда Джерри раскручивает Тома с котлом на голове, звучит только здесь и в серии «The Flying Cat» (1952).